# ليو هيلدي
ليو هيلدي (مواليد 26 أغسطس 2003) هو لاعب كرة قدم نرويجي يلعب في مركز المدافع في نادي ليدز يونايتد.

## روابط خارجية
- ليو هيلدي على موقع اتحاد النرويج (النرويجية)
- ليو هيلدي على موقع قاعدة بيانات كرة القدم.إي يو (الإنجليزية)
- ليو هيلدي على موقع Soccerbase.com (لاعب) (الإنجليزية)
- ليو هيلدي على موقع Soccerway.com (الإنجليزية)
- ليو هيلدي على موقع عالم كرة القدم.نت (الإنجليزية)